# Симонс, Симона
Симона Симонс (Симоне Симонс, нидерл. Simone Johanna Maria Simons; родилась 17 января 1985 года) — нидерландская певица (сопрано), ведущая вокалистка в симфо-метал-группе Epica.

## Биография
Певица родилась 17 января 1985 года в Нидерландах, в городе Херлен. Начала обучение игре на флейте и фортепиано в 1995 году. Через год начала заниматься вокалом (джаз и поп-пение).
В 15 лет Симона послушала альбом Oceanborn группы Nightwish, и её так восхитил сильный оперный вокал Тарьи Турунен, что она стала брать уроки классического пения. В 2002 году в течение нескольких месяцев она пела в хоре, после чего присоединилась к недавно появившейся симфоник-метал-группе Epica. Группа, называвшаяся тогда Sahara Dust, дала несколько концертов с норвежской вокалисткой Хеленой Михаельсен, однако голос и яркая внешность молодой Симонс (на тот момент девушки гитариста и основателя группы Марка Янсена) сразу же сделали её лицом группы, а саму группу событием в европейской метал-музыке, принеся ей известность уже после первого альбома. Симона является автором некоторых песен группы.
В 2005 году Симона участвовала в записи альбома группы Kamelot в качестве приглашенной вокалистки.
Симона не заканчивала никаких специальных музыкальных заведений. В одном из интервью она говорила:
Мой единственный великий учитель — это Epica. Однако некоторое время назад я всё же брала четырёхлетние уроки классического пения у одного чувака — он оказался классным парнем, и работать с ним было только в удовольствие. Но я всё же думаю, что пять лет классического музыкального образования будут слишком скучны для меня.Симона Симонс

## Личная жизнь
Встречалась с лидером группы Epica Марком Янсеном. С 2013 года Симона замужем за музыкантом Оливером Палотаем. У супругов есть сын — Винсент Палотай (был рождён 2 октября 2013 года).

## Дискография

### Epica
- The Phantom Agony (2003)
- We Will Take You With Us (2004)
- Consign to Oblivion (2005)
- The Score – An Epic Journey (2005)
- The Road to Paradiso (2006)
- The Divine Conspiracy (2007)
- Design Your Universe (2009)
- The Classical Conspiracy (2009)
- Requiem for the Indifferent (2012)
- The Quantum Enigma (2014)
- The Holographic Principle (2016)
- Omega (2021)
- The Alchemy Project (2022)

### Гостевое участие
- Aina — в альбоме Days of Rising Doom (2003).
- Kamelot — альбом The Black Halo (2005), в песне «The Haunting (Somewhere in Time)», присутствовала на видео.
- Kamelot — альбом Ghost Opera, в песне «Blücher» (2007).
- Kamelot — концертный альбом One Cold Winter’s Night, песня «The Haunting (Somewhere in Time)», участвовала в концерте.
- Primal Fear — альбом New Religion, в песне «Everytime It Rains» (2007).
- Ayreon — альбом 01011001, песня «Web of Lies» (2008).
- Ayreon — альбом The Source (2017), Советник.
- Xystus & US Concert — альбом Equilibrio, в песнях «Act 1 — My Song of Creation», «Act 1 The Balance Crumbles», «Act 2 — Destiny Unveiled» и «Act 2 — God of Symmetry» (2008/2009).
- Sons of Seasons — альбом Gods of Vermin, песни «Fallen Family», «Fall Of Byzanz» и «Wintersmith» (2009).
- Kamelot — альбом Poetry for the Poisoned, песни «House On A Hill» и «Poetry For The Poisoned» (2009).
- Angra — альбом Secret Garden[англ.], одноимённая песня «Secret Garden» (2014).
- Leaves’ Eyes — альбом King of Kings, песня «Edge of Steel» (2015).
- Powerwolf — в альбоме The Sacrament of Sin, песня «Sacred & Wild» (2018) .